# Кленцино
Кленцино (пол. Klęcino, нім. Klenzin) — село в Польщі, у гміні Ґлувчиці Слупського повіту Поморського воєводства.
Населення — 370 осіб (2011).
У 1975-1998 роках село належало до Слупського воєводства.

## Демографія
Демографічна структура станом на 31 березня 2011 року:
|          | Загалом | Допрацездатний вік | Працездатний вік | Постпрацездатний вік |
| -------- | ------- | ------------------ | ---------------- | -------------------- |
| Чоловіки | 180     | 39                 | 125              | 16                   |
| Жінки    | 190     | 38                 | 121              | 31                   |
| Разом    | 370     | 77                 | 246              | 47                   |